# 石门河 (洛清江)
石门河，下游也称洛江，位于中国广西壮族自治区北部，是洛清江右岸支流，发源于永福县三皇乡向阳屯西500米处，南流至华山水库转东流，经桐木村至中帽转西南流，至大路村以南的高坡潜入地下，经鹿寨县香桥岩景区至中渡镇大兆村出露地面，东南流至黄冕乡旧街村汇入洛清江。干流长80千米（含地下潜流20千米），平均比降2.80‰，流域面积1116平方千米。